# XXXVI edició de la Mostra de València
La XXXVI edició de la Mostra de València, coneguda oficialment com a XXXVI Mostra de València - Cinema del Mediterrani, va tindre lloc a València entre el 15 i el 24 d'octubre de 2021. La quarta edició de la Mostra, recuperada el 2018, fou presidida per Glòria Tello, i dirigida per Eduardo Guillot. Aquell any s'instaurà un nou premi, el Premi del Públic, en col·laboració amb À Punt. El cartell de l'edició fou creat per Milimbo i vol fer un homenatge a les sales de cinema. Coincidint amb l'Any Berlanga, es va una mostra dedicada a pel·lícules mediterrànies de temàtica "berlanguiana". També se li va dedicar un cicle al músic i cineasta francès Marc Hurtado, i se li va concedir la Palmera d'Honor al director francès Jean-Pierre Jeunet.
Fou inaugurada a l'Espai Rambleta amb una gala sense gairebé restriccions, a diferència de la de 2020, amb la projecció de la pel·lícula espanyola El lodo, A la cloenda es va projectar El sustituto d'Óscar Aibar.

## Pel·lícules exhibides

### Secció oficial
- Tailor de Sonia Liza Kenterman
- Souad d'Ayten Amin
- Le Monde après nous de Louda Ben Salah-Cazanas
- The Translator de Rana Kazkaz i Anas Khalaf
- Vencidos da Vida de Rodrigo Areias
- Luzzu d'Alex Camilleri
- Streams de Mehdi Hmili
- Zbornica de Sonja Tarokić
- Tako da ne ostane živa de Faruk Lončarević
- El lodo d'Iñaki Sánchez Arrieta
- Playlist de Nine Antico
- Nebesa de Srđan Dragojević

### Secció informativa
- Éléonore d'Amro Hamzawi
- Alephia 2053 de Jorj Abou Mhaya
- Bir Nefes Daha de Nisan Dağ
- Prasica, slabšalni izraz za žensko de Tijana Zinajić
- Si le vent tombe de Nora Martirosyan
- Hammam Sokhn de Manal Khaled
- Only human d'Igor Ivanov Izi
- Zanka Contact d'Ismael El Iraki
- Broken Keys de Jimmy Keirouz
- Dema Dirîrêșkan de Hașîm Aydemîr

### Sessions especials
- El Haimoune (1984) de Nacer Khemir
- 512 hours d'Adina Istrate i Giannina La Salvia
- Fleurs de sang (2002) d'Alain Tanner
- Tinta de Myriam Mézières
- Visitante d'Alberto Evangelio
- Sedimentos d'Adrián Silvestre
- Nobilis Golden Moon de Mariagrazia Pontorno
- Primer plano de un cineasta d'Ramón Alfonso
- Chicos de Marta Vazgo

### Espectres àrabs
- Al Fil Al Azraq (2014) de Marwan Hamed
- Al Fil Al Azraq 2 (2019) de Marwan Hamed
- Kandisha (2008) de Jérôme Cohen-Olivar
- Dachra (2018) d'Abdelhamid Bouchnak
- Warda (2014) de Hadi El Bagoury

### Palmera d'honor Jean Pierre Jeunet
- Pas de repos pour Billy Brakko (1984)
- Foutaises (1989)
- Delicatessen (1991)
- La Cité des enfants perdus (1995)
- Alien: Resurrection (1998)
- Amélie (2001)
- Un long dimanche de fiançailles (2004)
- Micmacs à tire-larigot (2009)
- L'Extravagant voyage du jeune et prodigieux T.S. Spivet (2013)
- Deux escargots s'en vont (2016)

### Açò (no) és una pel·lícula de Berlanga
- Gori vatra (2003) de Pjer Žalica
- Zeyaret el-Sayed el-Rais (1994) de Mounir Rady
- Alla mia cara mamma nel giorno del suo compleanno (1974) de Luciano Salce
- Días de viejo color (1967) de Pedro Olea

### Focus: Marc Hurtado
- My lover the killer (2020)

## Jurat
El jurat d'aquesta edició fou presidit per l'actriu i directora francesa Myriam Mézières i el formaren la productora valenciana Marina Perales Marhuenda, el compositor francès Jean-Michel Bernard, la directora i guionista palestina Najwa Najjar i l'acadèmic de cinema tunisià Tarek Ben Chaaban.

## Premis
- Palmera d'Or (25.000 euros): Tako da ne ostane živa de Faruk Lončarević [10][11]
- Palmera de Plata (15.000 euros): Le Monde après nous de Louda Ben Salah-Cazanas
- Premi al millor director: Alex Camilleri per Luzzu
- Premi al millor guió: Sonia Liza Kenterman i Tracy Sunderland per Tailor
- Premi a la millor interpretació femenina: Bassant Ahmed i Basmala Elghaiesh per Souad
- Premi a la millor interpretació masculina: Dimitris Imellos per Tailor
- Premi a la millor fotografia: Dušan Joksimović per Nebesa
- Premi a la millor banda sonora: Nikos Kypurgos per Tailor
- Premi del Públic Á Punt: Broken Keys de Jimmy Keirouz